# Посольство України в Сербії
Посольство України в Республіці Сербія — дипломатична місія України в Сербії, знаходиться в Белграді.

## Завдання посольства
Основне завдання Посольства України в Белграді представляти інтереси України, сприяти розвиткові політичних, економічних, культурних, наукових та інших зв'язків, а також захищати права та інтереси громадян і юридичних осіб України, які перебувають на території Сербії.
Посольство сприяє розвиткові міждержавних відносин між Україною і Сербією на всіх рівнях, з метою забезпечення гармонійного розвитку взаємних відносин, а також співробітництва з питань, що становлять взаємний інтерес. Посольство виконує також консульські функції.

## Історія дипломатичних відносин
Дипломатичні відносини на рівні посольств між Україною і Союзною Республікою Югославією (СРЮ) були встановлені 15 квітня 1994 року. У 1995 році було урочисто відкрито перше Посольство України в Союзній Республіці Югославія. Посольство розміщувалось за адресою: Белград, вулиці Йосипа Словенського. Згодом Посольство переселилось в нове приміщення за адресою: Белград, бульвар Ослободження 87. 1 грудня 2009 року Уряд України придбав новий будинок під Посольство України в Белграді по вулиці Пає Адамова 4.

## Двосторонні угоди
Станом на 2018 рік Україна та Сербія уклали 73 двосторонні угоди, в тому числі 4 міждержавних, 18 міжурядових, 23 міжміністерських, 6 регіональних угод, 10 меморандумів, 12 протоколів. Ще 4 підписані угоди чекають на ратифікацію. 

## Керівники дипломатичної місії
1. Прокопович В'ячеслав Костянтинович (1919)
2. Микитей Григорій Йосипович (1919–1920)
3. Примаченко Вадим Вікторович (1993–1995), генеральний консул
4. Примаченко Вадим Вікторович (1995–1996), т.п.
5. Примаченко Вадим Вікторович (1996–1998), посол
6. Фуркало Володимир Васильович (1998–2001)
7. Шостак Анатолій Миколайович (2001–2003)
8. Демченко Руслан Михайлович (2003–2005)
9. Олійник Анатолій Тимофійович (2005–2009)
10. Недопас Віктор Юрійович (2009–2013)
11. Кириченко Олександр Васильович (2013–2014) т.п.
12. Джигун Микола Валерійович (2014–2015) т.п.
13. Філіпенко Євгенія Іллівна (2015) т.п.
14. Александрович Олександр Ярославович (2015–2021)[3][4]
15. Толкач Володимир Сергійович (2021-)[5]

## Торгівельно-економічні відносини України та Сербії
Відповідно до Державної служби статистики України, двостороня торгівля товарами та послугами між Україною та Республікою Сербія загалом складає 245 мільйонів доларів.
- експорт товарів сягнув 107,8 мільйонів доларів;
- імпорт товарів сягнув 124,8 мільйонів доларів;
- експорт послуг сягнув 9,9 мільйонів доларів;
- імпорт послуг сягнув 3,3 мільйонів доларів;

Відповідно до Державної служби статистики України, станом на 31 грудня 2019 року обсяг сербських інвестицій в українську економіку склав 33.2 мільйонів доларів, що на 0.6 мільйонів менше, ніж минулого року.
Відповідно до Міністерства фінансів Республіки Сербія, близько тисячі підприємств співпрацюють з Україною.